# Сизиман (бухта)
Сизиман — бухта Японского моря, расположенная на западном берегу Татарского пролива, в районе мыса Нитуси (Китуси). Административно относится к Ванинскому району Хабаровского края. Лесовозной автодорогой связана с посёлком Высокогорный (176 км), морским путём с посёлком Ванино (108 миль).
Навигация в бухте начинается в апреле и заканчивается в декабре в зависимости от ледовой обстановки. Бухта открыта ветрам и волнению восточной половины горизонта.
Климат прохладный, муссонный. Относительно тёплый дождливый летний период сменяется холодной зимой. Среднегодовая температура воздуха составляет около нуля градусов. Август самый тёплый и средняя температура в этот период составляет +15 °C. В зимний период средняя температура равна −14 °C … −18 °C.

## История

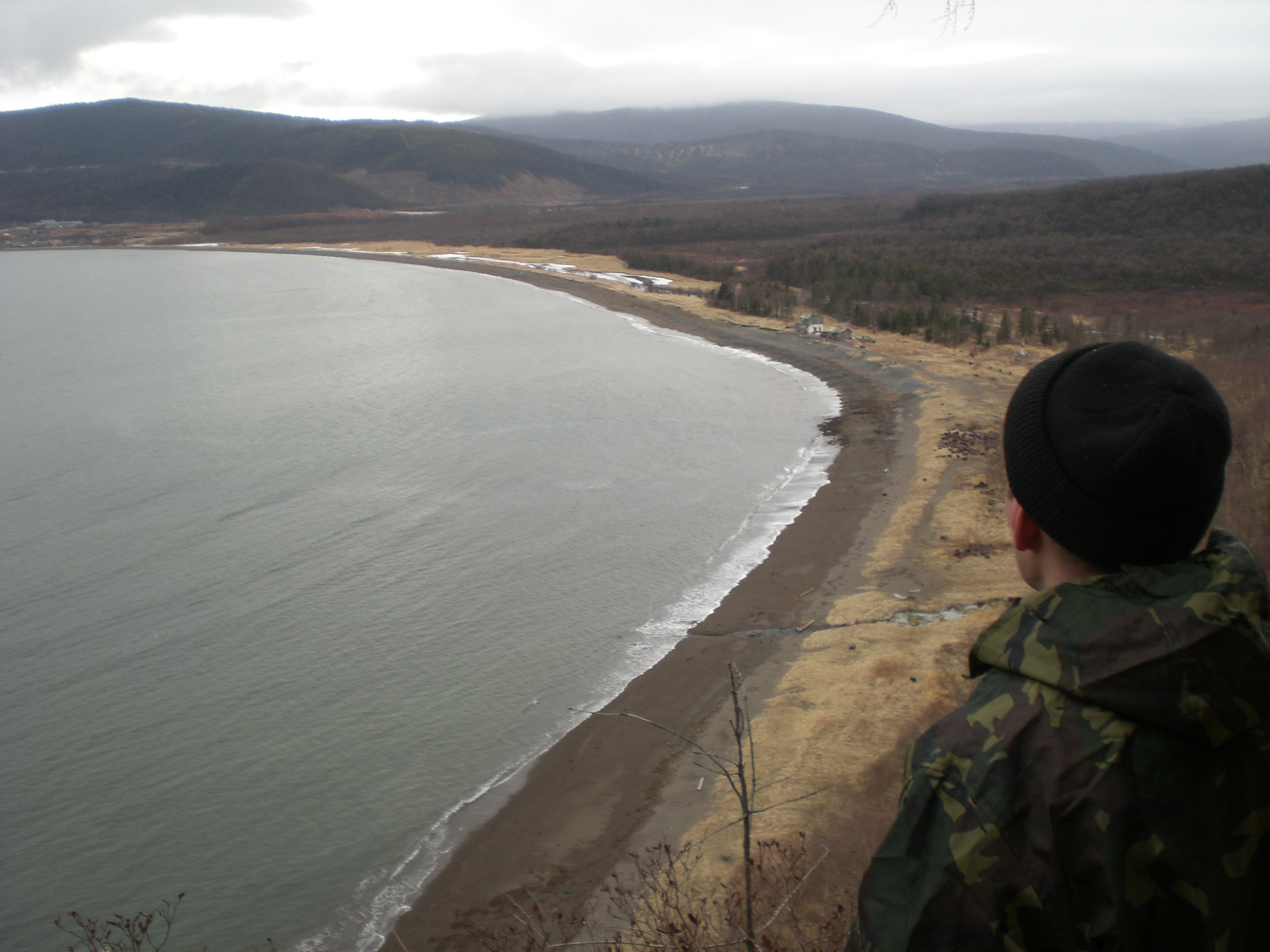
Бухта Сизиман (вид с мыса Нитуси)

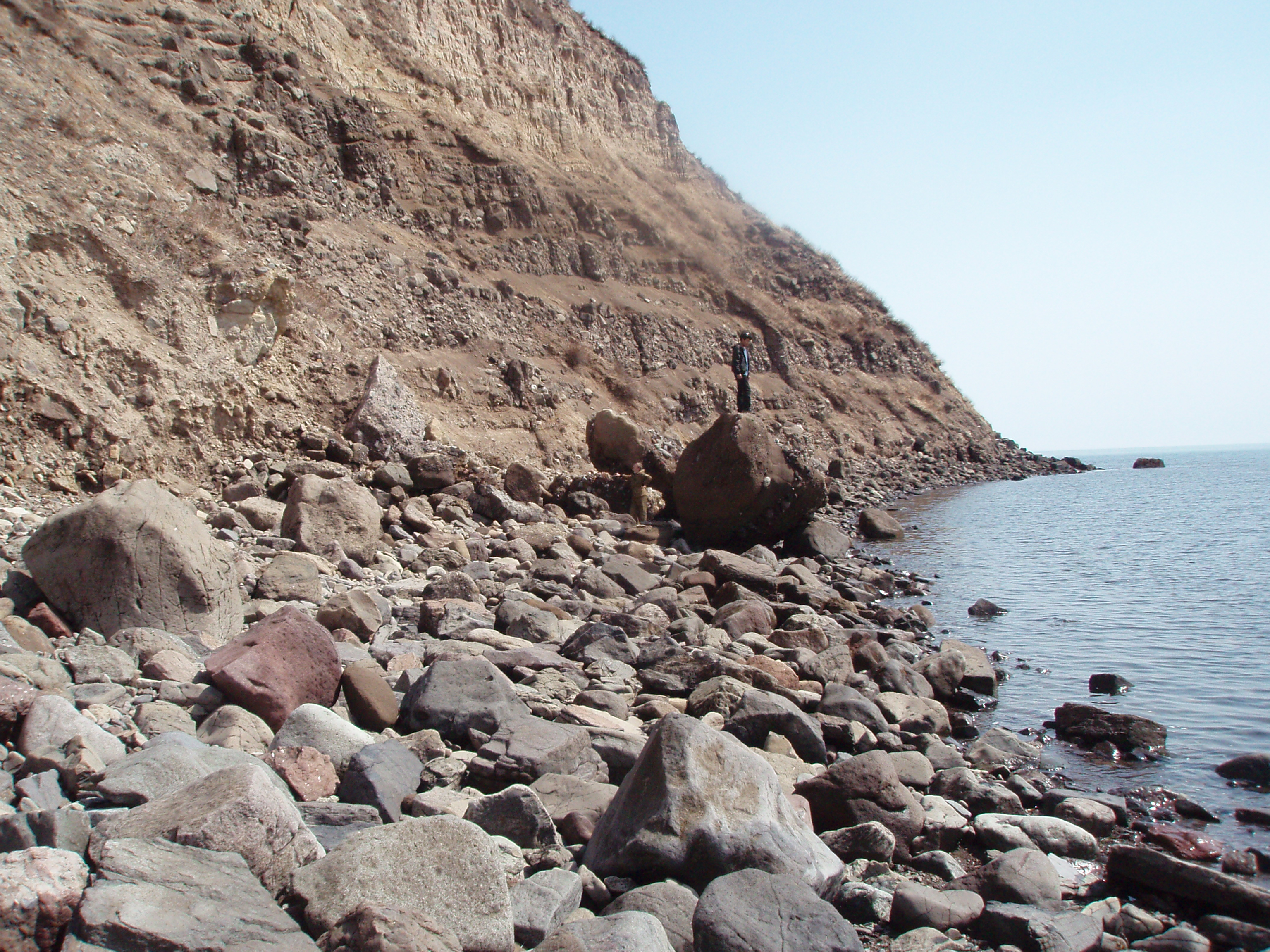
Сизиманский каменный лес

Самые первые сведения о бухте Сизиман принадлежат французскому мореплавателю Жану Лаперузу, который открыл её и впервые описал во время своей кругосветной экспедиции 1785—1788 гг.
В мае 1853 г. офицером экспедиции Г. И. Невельского, лейтенантом Н. К. Бошняком бухта Сизиман была обозначена на отечественных картах. Более подробно бухта обследована и описана в 1874 году членами топографической экспедиции Иркутского отдела Генерального штаба под руководством полковника Л. А. Большева и признана как «подходящее место для якорной стоянки судов российского флота».
Начиная с 1929 года бухта Сизиман стала одним из первых мест на Дальнем Востоке для ссылки раскулаченных. Основными направлениями работ спецпоселенцев были заготовка леса и рыбы.

## Современное состояние
В бухте расположен вахтовый посёлок лесозаготовителей и пункт погрузки леса. Оборудован ряжевый причал длиной 93 метра. Причал предназначен для погрузки леса на суда, имеющих осадку 3,2-3,3 метра. От берега к причалу ведет насыпная дамба длиной около 300 метров

## Сизиманский каменный лес
На территории, прилегающей к мысу Нитуси расположен памятник природы «Сизиманский каменный лес» (особо охраняемая природная территория Хабаровского края, определённая Постановлением главы администрации Хабаровского края от 20.01.1997 № 7). Каменная роща расположена на крутом склоне и занимает площадь около 2 км². Морской прибой, размывая берег, обнажает в туфовом обрыве окаменевшие стволы деревьев. Возраст окаменелой флоры определен как олигоценовый, то есть примерно 33-23 млн лет.